# Damontae Kazee
Damontae Kazee (San Bernardino, 5 giugno 1993) è un giocatore di football americano statunitense che milita nel ruolo di safety per i Pittsburgh Steelers della National Football League (NFL).

## Carriera

### Atlanta Falcons
Kazee al college giocò a football all'Università statale di San Diego dal 2013 al 2016. Fu scelto nel corso del quinto giro (149º assoluto) nel Draft NFL 2017 dagli Atlanta Falcons. Debuttò subentrando nella gara del primo turno contro i Chicago Bears mettendo a segno 2 tackle e forzando un fumble. Nel quarto turno contro i Buffalo Bills disputò la prima gara come titolare.
Nel secondo turno della stagione 2018 Kazee fu espulso per un colpo proibito sul quarterback dei Carolina Panthers Cam Newton. A fine anno guidò la NFL a pari merito con 7 intercetti.

### Dallas Cowboys
Il 29 marzo 2021 Kazee firmò con i Dallas Cowboys. Nell'unica stagione in Texas disputò 17 partite come free safety, mettendo a segno 54 tackle, 2 intercetti, 2 passaggi deviati e 2 fumble forzati. Partì come titolare anche nella gara di playoff contro i San Francisco 49ers, facendo registrare 9 placcaggi.

### Pittsburgh Steelers
Il 3 maggio 2022 Kazee firmò un contratto di un anno con i Pittsburgh Steelers. Nella pre-stagione si fratturò un avambraccio, venendo inserito in lista infortunati il 1º settembre 2022. Il 21 settembre fu sospeso per tre partite per avere fallito un test antidoping. Tornò nel roster attivo il 10 novembre. In quella stagione disputò 9 partite, di cui 4 come titolare, con 19 placcaggi, 2 intercetti e 2 passaggi deviati.
Il 14 marzo 2023 Kazee firmò un'estensione contrattuale biennale con gli Steelers.
Nella gara della settimana 15 della stagione 2023 contro gli Indianapolis Colts, Kazee fu espulso nel secondo quarto per un colpo alla testa del wide receiver Michael Pittman Jr. mentre questi stava tentando di ricevere un passaggio. Agli Steelers fu fischiata una penalità di 15 yard e Pittman lasciò la partita con una commozione cerebrale. Due giorni dopo, la NFL annunciò che Kazee sarebbe stato sospeso per il resto della stagione 2023.

## Palmarès
- Leader della NFL in intercetti: 1

2018